# Asesinato de la familia de Robert Einstein
El asesinato de la familia de Robert Einstein fue un crimen cometido el 3 de agosto de 1944 contra la familia de Robert Einstein (primo del Premio Nobel Albert Einstein) en Rignano sull'Arno, Italia, en el marco de la Segunda Guerra Mundial.
Poco antes de su retirada de la zona, los soldados alemanes irrumpieron en la residencia de Einstein y ejecutaron a su esposa y sus dos hijas, tras lo cual prendieron fuego a la propiedad. Robert, quien logró sobrevivir por el hecho de hallarse escondido en aquel entonces, se suicidó menos de un año después, el 13 de julio de 1945.
Los responsables nunca llegaron a ser juzgados, pese a los intentos por parte de Alemania e Italia de identificarlos a principios de la década de 2010. Estos eventos fueron objeto de un documental alemán en el que participaron las sobrinas de Einstein, quienes fueron testigos del crimen.

## Contexto
Robert Einstein nació en 1884 en Múnich, hijo de Jakob Abraham Einstein. Robert era primo de Albert Einstein puesto que el padre de este, Hermann Einstein, era hermano mayor de Jakob además de socio (Jakob fue quien persuadió a Hermann de trasladar su empresa y mudarse ambos junto con sus respectivas familias a Pavía, Italia).
En 1944, Robert, quien llevaba varias décadas viviendo en Italia, residía con su familia en Rignano sull’Arno, 20 kilómetros al sureste de Florencia, en la villa Tenuta dell Focardo. Su familia estaba compuesta por su esposa Caesarina, hija de un ministro protestante; sus hijas Luce y Cici, de 27 y 18 años de edad respectivamente; y sus sobrinas adoptivas Lorenza y Paola Mazzetti, de 17 años, hijas gemelas de su cuñado. En agosto de ese año, el 8.º Ejército británico estaba avanzando hacia Florencia, la cual liberó eventualmente el 4 de agosto. El propio Einstein había buscado refugio escondiéndose con partisanos locales debido a que temía por su vida a causa de su nombre y ascendencia judía, creyendo que su familia no correría ningún peligro.

## Crimen
El 3 de agosto, un grupo de soldados alemanes irrumpió en la villa en busca de Einstein. Debido a que no pudieron encontralo, empezaron a destruir la residencia y a interrogar por separado a las mujeres; para ello, los soldados crearon un tribunal improvisado y procedieron a disparar mortalmente a la esposa de Einstein y a sus dos hijas en el jardín de la villa. Lorenza y Paola permanecieron encerradas en la planta superior de la propiedad, custodiadas por un joven soldado el cual, visiblemente afectado por los acontecimientos, se había negado a tomar parte en los asesinatos. Tras el crimen, las dos únicas supervivientes fueron encerradas en un cobertizo y la villa incendiada.

## Hechos posteriores
Einstein regresó a la casa al advertir las llamas (otras fuentes aseguran que volvió a la villa al día siguiente). Tras descubrir que su esposa e hijas habían muerto, intentó, sin éxito, suicidarse. Las tropas británicas llegaron poco después a la zona y Einstein hizo uso de su nombre para solicitar una investigación en torno a los asesinatos. Pocos días después se halló un trozo de papel el cual alegaba que la familia de Einstein había sido ejecutada por el hecho de ser judía (lo que resultó ser falso) y debido a que eran espías. Einstein presionó para que se llevase a cabo una investigación, pidiendo incluso ayuda a su primo Albert (hubo un informe del crimen y la subsecuente investigación por parte del Juez Abogado General del Ejército de los Estados Unidos). Einstein se suicidó el 13 de julio de 1945, día de su 32.º aniversario de boda, mediante la ingesta de somníferos. Se encuentra enterrado junto a su familia en el cementerio de Badiuzza. Por su parte, sus sobrinas Lorenza y Paola lograron sobrevivir a la guerra.

## Investigación
En 2007, las autoridades alemanas iniciaron una investigación sobre los hechos e interrogaron a Lorenza. En principio se creyó que el principal instigador de los asesinatos se encontraba aún con vida y viviendo en Renania-Palatinado. En 2011, el caso fue objeto de un episodio de Aktenzeichen XY… ungelöst, un programa de la televisión alemana sobre crímenes, el cual intentó infructuosamente encontrar testigos supervivientes, en especial el soldado alemán que se había negado a participar en la matanza. Mazzetti visitó Alemania durante la investigación y se mostró convencida al identificar al perpetrador de los asesinatos tras ver una foto suya. El hombre en cuestión, conocido por el Centro Simon Wiesenthal, es sospechoso de haber participado en la masacre de 184 civiles en Padule di Fucecchio el 23 de agosto de 1944 y vivía en aquel entonces en Kaufbeuren, Baviera. Un tribunal de Roma aprobó una cadena perpetua in absentia para el soldado por la masacre, si bien Alemania nunca llegó a extraditarlo (las autoridades de Kempten lo declararían posteriormente no apto para ser juzgado).

## Documental
En 2016, residentes en Roma y con casi 90 años, las gemelas Mazzetti aparecieron en un documental alemán realizado por la Bayerischer Rundfunk titulado Einsteins Nichten (Las sobrinas de Einstein). Como parte del documental, las hermanas regresaron al lugar del crimen por primera vez desde los hechos.